# Lijst van presentatoren van de VARA
Hieronder volgt een lijst van televisiepresentatoren en presentatrices die bij de VARA werken of gewerkt hebben.

## A
- Flory Anstadt †

## B
- Winfried Baijens
- Frits Barend
- Sonja Barend
- Giel Beelen
- Menno Bentveld
- Elles Berger
- Ellen Blazer †
- Karin Bloemen
- Dieuwertje Blok
- Mike Boddé
- Frits Bom †
- Joep Bonn †
- Wim Bosboom †
- Berend Boudewijn
- François Boulangé
- Mies Bouwman †
- Claudia de Breij
- Robert ten Brink

- Boudewijn Büch †
- Joop Brussee

## C
- Rudi Carrell †
- Joseph Custers

## D
- Marcel van Dam
- Midas Dekkers
- Inge Diepman
- Ati Dijckmeester
- Henk van Dorp
- Kees Driehuis
- Erik Dijkstra

## E
- Klaas van der Eerden
- Theo Eerdmans †
- Gerard Ekdom
- Hans Emmering †
- Herman Erbé
- Frank Evenblij

## F
- Ivette Forster

## G
- Hanneke Groenteman

## H
- Pieter Jan Hagens
- Isolde Hallensleben
- Maud Hawinkels
- Lottie Hellingman
- Pieter Hilhorst
- Brecht van Hulten
- Carl Huybrechts

## J
- Leoni Jansen
- Arthur Japin
- Francisco van Jole
- Astrid Joosten

## K
- Hanneke Kappen
- Joost Karhof †
- Joop Koopman †
- Letty Kosterman †
- Johnny Kraaijkamp jr.
- Jan Douwe Kroeske

## L
- Paul de Leeuw
- Goedele Liekens
- Adeline van Lier
- Robert Long †
- Thomas van Luyn

## M
- Tom Manders †
- Maike Meijer
- Milouska Meulens
- Felix Meurders
- Johan van Minnen
- Erik van Muiswinkel
- Jeanne van Munster †

## N
- Matthijs van Nieuwkerk
- Willem Nijholt

## O
- Hans Ouwerkerk

## P
- Paula Patricio
- Jeroen Pauw
- Ellen Pieters
- Andrea van Pol
- Clairy Polak
- Koos Postema

## R
- Peter Jan Rens
- Piet Römer †
- Willem Ruis †

## S
- Pien Savonije
- Marceline Schopman
- Henk Spaan
- Jack Spijkerman
- Herman Stok
- Joop Smits †

## T
- Annette van Trigt
- Rob Trip
- Jan Tromp

## U
- Marjolijn Uitzinger
- Rob Urgert

## V
- Leon Verdonschot
- Harry Vermeegen
- Bert Visscher

## W
- Lisa Wade
- Mieke van der Weij
- Ivo de Wijs
- Paul Witteman